# Martin Heidegger
Martin Heidegger (Meßkirch, 26 de setembro de 1889 – Friburgo em Brisgóvia, 26 de maio de 1976) foi um filósofo, escritor, professor e reitor universitário alemão. É amplamente reconhecido como um dos filósofos mais originais e importantes do século XX.
Pertenceu à fenomenologia iniciada pelo seu professor Edmund Husserl, e ampliou seus horizontes a partir de pensamentos diversos, como a filosofia da vida de Wilhelm Dilthey e a interpretação da existência de Søren Kierkegaard, a qual Heidegger buscou superar com a ideia de uma nova ideia de ontologia. Os principais objetivos de Heidegger foram criticar a metafísica característica da filosofia ocidental e fornecer uma base intelectual para uma nova compreensão do mundo.
Em 1926 finalizou sua primeira obra principal Ser e Tempo, publicada em 1927. Neste livro, Heidegger tentou se afastar das questões ônticas sobre os entes e desenvolver o que seriam as questões propriamente ontológicas sobre o Ser. Nesse contexto, Heidegger usa a expressão Dasein ("Ser Aí") para se referir à experiência de ser que é peculiar ao ser humano.
A partir de meados da década de 1930, Heidegger iniciou uma interpretação geral da história da filosofia ocidental. Para tanto, ele examinou as obras de importantes filósofos do ponto de vista fenomenológico, hermenêutico e ontológico e, assim, tentou desvendar e revelar seus pressupostos e preconceitos "até então impensados" que residiam no pensamento ocidental. De acordo com Heidegger, todos os filósofos apresentaram uma visão unilateral do mundo - uma unilateralidade que ele considerava característica da metafísica.
Para Heidegger, esta visão metafísica do mundo culminou numa sociedade que privilegia a tecnologia contemporânea. Ele não apenas associou a tecnologia a um meio neutro para atingir determinados fins, mas, em vez disso, tentou demostrar que a primazia da tecnologia foi responsável por alterar uma concepção do mundo. Segundo Heidegger, a tecnologia faz com que as pessoas tenham uma visão de mundo focada na utilização. Por causa da disseminação global dessa concepção de mundo e da "exploração" implacável dos recursos naturais, Heidegger via a primazia da tecnologia como um perigo inevitável. Ele contrastou tecnologia com a arte e, a partir do final da década de 1930, desenvolveu, por exemplo, baseado nos poemas de Hölderlin, alternativas a uma concepção de mundo baseada na técnica. Em textos posteriores a 1950 ele passou a se dedicar cada vez mais às questões relacionadas à linguagem.
A ampla recepção fez de Heidegger um dos pensadores mais influentes do século XX. No entanto, parte do conteúdo de sua obra é controverso. Acima de tudo, seu compromisso com o nacional-socialismo tem sido objeto de debates e controvérsias nas últimas décadas. Heidegger foi membro do partido nazista de 1933 a 1945 e em 1934 foi um dos membros fundadores do Comitê de Filosofia Jurídica da Academia Nacional Socialista de Direito Alemão, dirigido por Hans Frank. A partir da publicação dos Cadernos Negros (2014/2015) como parte de sua obra, vieram à tona declarações potencialmente antissemitas anteriormente desconhecidas do grande público. Especialistas e scholars desde então não chegaram perto de um consenso a respeito da filosofia de Martin Heidegger estar ou não relacionada ou mesmo em sintonia com suas posições políticas.

## Biografia
Nascido na pequena cidade de Meßkirch, distrito de Kaden, no interior da Alemanha. Inicialmente quis ser padre e chegou mesmo a estudar teologia na Universidade de Freiburg. Em 1913, doutorou-se em Filosofia. Ao estudar os clássicos protestantes de Martinho Lutero, João Calvino, entre outros, enfrentou uma crise espiritual e rompeu com o catolicismo. Em 1917 se casa com a Luterana Elfrid Petri.
Em 1916, como tese de habilitação ao ensino universitário, publicou A Doutrina das Categorias e do Significado em Duns Escoto. Mais tarde descobrir-se-ia que a obra de João Duns Escoto considerada por Heidegger, isto é, a Gramática Especulativa não era de Duns Escoto. Mas isso não tinha muita relevância no pensamento de Heidegger, já que o seu trabalho, com os interesses metafísicos e teológicos que dominam, é mais teórico do que histórico.

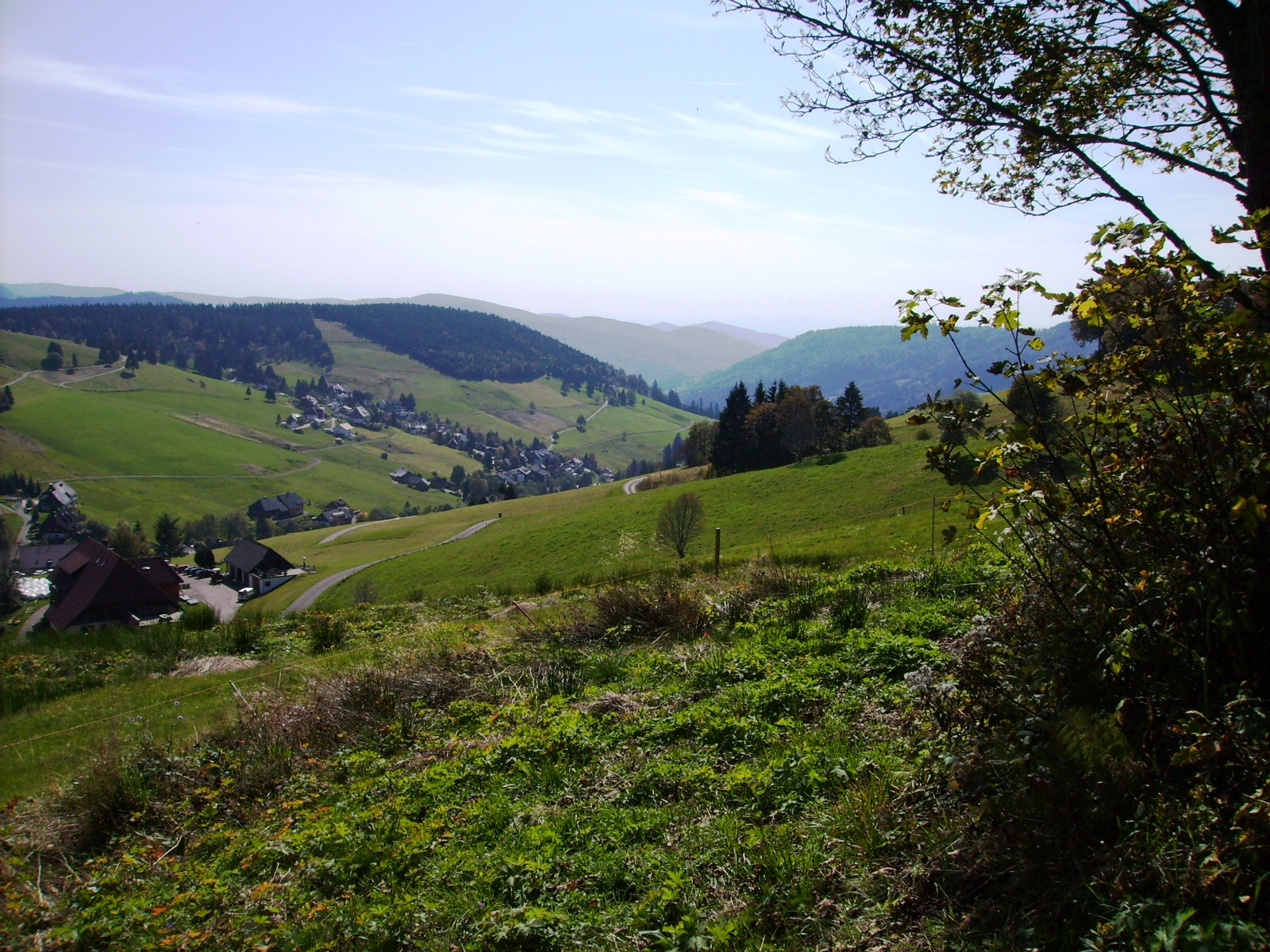
A cabana onde Heiddeger escreveu a maior parte de Ser e Tempo

Nesse meio tempo Husserl foi chamado a ensinar em Friburgo e Heidegger se tornou seu assistente. Professor por alguns anos na Universidade de Marburgo, em 1929 Heidegger sucedeu a Husserl na cátedra de filosofia em Friburgo, dando sua aula inaugural sobre O que é a Metafísica?. Desse mesmo ano é o ensaio Sobre a Essência do Fundamento, bem como o livro Kant e o Problema da Metafísica. Por volta de 1924, Heidegger teve como aluna a filósofa judia Hannah Arendt, que se tornaria também sua amante.
Em 1927 foi lançado o trabalho mais famoso de Heidegger, Ser e Tempo. A obra seria seguida de uma segunda parte, que, no entanto, não foi concluída, já que os resultados alcançados na primeira parte impediam o seu desenvolvimento. Ser e Tempo é dedicado a Husserl, que posteriormente não aprovou a obra, o que ocasionou o rompimento entre ambos. Heidegger, no entanto, afirmava trabalhar e desenvolver o método fenomenológico.
Heidegger inscreveu-se no Partido Nazista (NSDAP) em 1 de maio de 1933 (ano da chegada ao poder de Adolf Hitler), tendo posteriormente sido nomeado reitor da Universidade de Friburgo, pronunciando o discurso A Autoafirmação da Universidade Alemã. Porém, pouco depois se demitiu do cargo de reitor, sendo pressionado por outros professores da universidade, que tentavam boicotar o Partido Nazista para o qual Heidegger emprestou sua credibilidade.

## Filosofia
Heidegger considerava o seu método fenomenológico e hermenêutico. Ambos os conceitos referem a intenção de dirigir a atenção (a circunvisão) para o trazer à luz daquilo que na maior parte das vezes se oculta naquilo que se mostra, mas que é precisamente o que se manifesta nisso que se mostra. Assim, o trabalho hermenêutico visa a interpretar o que se mostra pondo a lume isso que se manifesta aí mas que, no início e na maioria das vezes, não se deixa ver.
O método vai diretamente ao fenómeno, procedendo à sua análise, pondo a claro o modo como da sua manifestação. Heidegger afirma que esta metodologia corresponde a um modelo kantiano, ou copernicano da colocação ou projeção da perspectiva. Neste sentido, a sua metodologia operava uma inflexão do ponto de vista, na medida em que o foco deveria ser desviado do dasein para o ser. Esta inflexão focaliza os modos de ser do ente, correspondendo a uma inversão da ontologia tradicional.

### Conceitos fundamentais

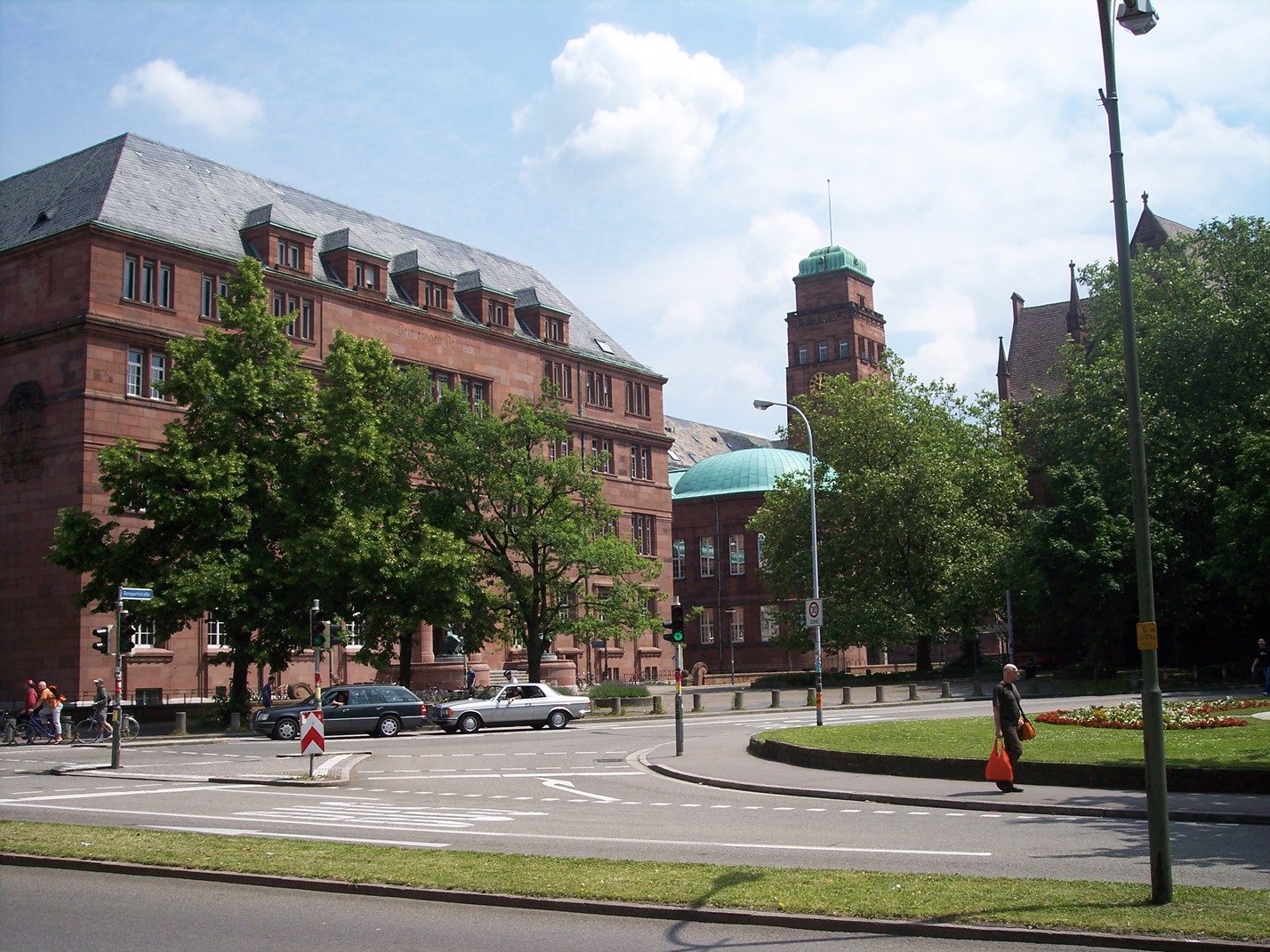
A Universidade de Friburgo, da qual Heidegger foi reitor, entre 1933 e 1934

É habitual dividir a produção filosófica de Heidegger em duas partes, uma até ao final da década de 1920, outra a partir daí. Por vezes considera-se também uma terceira anterior à produção de O Conceito de Tempo (conferência proferida em 1924, mas publicada apenas em 1983, em francês). Assim é comum falar-se do primeiro ou do segundo Heidegger, conforme se faz referência às suas produções anteriores ou posteriores ao seu livro Da essência da Verdade, escrito em 1930, embora a publicação seja de 1943. Gianni Vattimo fala de três momentos da filosofia de Heidegger.
A divisão da filosofia de Heidegger em momentos não é pacífica. Há quem recuse a divisão, defendendo a continuidade do seu pensamento.
O ponto de partida do pensamento de Heidegger, principal representante alemão da filosofia existencial, é o problema do sentido do ser. Heidegger aborda a questão tomando como exemplo o ser humano, que se caracteriza precisamente por se interrogar a esse respeito. O homem está especialmente mediado por seu passado: o ser do homem é um "ser que caminha para a morte" e sua relação com o mundo concretiza-se a partir dos conceitos de preocupação, angústia, conhecimento e complexo de culpa. O homem deve tentar "saltar", fugindo de sua condição cotidiana para atingir seu verdadeiro "eu".
As bases de sua filosofia existencial foram expostas em 1928, na obra inacabada Ser e Tempo, 1927, publicada em Marburgo, que o tornou célebre fora dos meios universitários. Oriundo de uma família humilde, Heidegger pôde completar sua formação primária graças a uma bolsa eclesiástica, que lhe permitiu também iniciar estudos de teologia e de filosofia. Profundamente influenciado pelo estudioso de fenomenologia Edmund Husserl, de quem foi assistente após a Primeira Guerra Mundial (até 1923), começou então seus estudos no seio da corrente existencialista.
Embora sempre tenha vivido em Friburgo, exceto nos cinco anos em que foi professor em Marburgo (recusou uma proposta para Berlim), cedo se tornou um dos filósofos mais conhecidos e influentes, influência essa que se estendeu mesmo à moderna teologia de Karl Rahner ou Rudolf K. Bultman. Sua disponibilidade para colaborar com o regime nazista, após a tomada de poder por Hitler, em 1933, aceitando o lugar de reitor em substituição a outro vetado pelos nazistas, abalou seu prestígio. Também contribuiu para isso o fato de equiparar o "serviço do saber" na escola superior ao serviço militar e funcional. Em 1946, as autoridades francesas de ocupação retiraram-lhe a docência, que lhe foi restituída em 1951. Outras importantes obras suas são "Introdução à Metafísica", 1953, "Que Significa Pensar?", 1964, e "Fenomenologia e Teologia", 1970. A obra completa de Heidegger foi editada na Alemanha em 70 volumes.

#### Dasein
Ainda assim, até ao final da década de 30, a leitura da filosofia de Heidegger estrutura-se sobre conceitos como Dasein (o ser-aí ou o ser-no-mundo), morte, angústia ou decisão. Como entroncamento central de toda a sua fenomenologia encontra-se o conceito de Jeweiligkeit: ser-a-cada-momento ou de-cada-vez (respetividade). Esta noção é fundamental para se compreender a de Dasein, que não deve ser sem mais vertida para Ser humano, homem, nem mesmo para Realidade Humana (ver, a este respeito, A Carta sobre o Humanismo- para mais pormenores sobre a difícil tarefa da tradução do termo veja-se o artigo correspondente, Dasein).
O horizonte de fundo de toda a sua investigação é o do sentido de Ser, os modos e as maneiras de enunciação e expressão de ser. Nesta medida o importante está em alcançar a colocação correta da questão pelo sentido de ser. Assim, ele põe a claro a desvirtuação dessa investigação ao longo da tradição que sempre se prendeu a uma compreensão ôntica, dominada pelo ente, em vez de se dedicar adequadamente ao estudo do ser. Dessa forma, crítica os gregos por fundamentarem-se em uma metafísica cosmológica, os medievais por se fundamentarem em uma metafísica teológica, e o humanismo moderno por um discursos positivo-epistemológico do sujeito (que também qualifica como metafísico). Esta notificação deve indicar-nos que não apenas o ente é, mas que o ser tem modos: há modos de ser. E cada ente deve ser abordado a partir do modo adequado de o abordar, o que deve ser esclarecido a partir do modo de ser próprio do ente que em cada caso está em estudo.
O Dasein, pela sua especificidade, inicia qualquer interrogação. O Dasein é o ente que em cada caso propriamente questiona e investiga. É também o Dasein que detém a possibilidade de enunciar o ser, pois é ele que tem o poder da proposição em geral. Daí que na questão acerca do sentido de ser seja fundamental começar por abordar o ser deste ente particular. E tem que ser o próprio Dasein a fazer isso, tem que ser ele próprio a mostrá-lo, a partir duma análise fenomenológica esclarecida (hermenêutica).

### Influências

#### Neokantismo
Algumas obras de Heidegger revestem-se de inspiração kantiana, quer pelo método crítico que os rege, quer pelos seus resultados, quer pela escolha dos temas. Regra geral considera-se que as obras anteriores a Ser e Tempo são de teor kantiano. Esta fase do seu pensamento constitui para alguns estudiosos o primeiro momento da sua filosofia, marcado pela influência de Kant e pela pujança fenomenológica. Apesar das reservas dos seguidores da sua metodologia, Heidegger tende a ser aproximado ao movimento existencialista. Esta fase é aquela que mais facilmente se relaciona com este movimento.
A tese de doutoramento sobre A teoria do juízo no psicologismo (1913), a tese de docência acerca de A doutrina das categorias e do significado em Duns Escoto (1916) e o tratado A História do Conceito de Tempo, também conhecido como Conceito de Tempo em Historiografia (1914), são consensualmente aceites como (neo)kantianas. Estas obras, dentro de uma terminologia e temática próprias do Neokantismo, abordam problemas que o extravasam e já não podem ser resolvidas nas estritas fronteiras kantianas.
A facticidade da existência, que viria a fazer parte da terminologia de Ser e Tempo, torna impraticável a posição de um sujeito do conhecimento como sujeito puro que se supõe na reflexão de tipo transcendental. A consciência implica uma temporalidade irredutível ao tempo físico, estritamente métrico ou cronológico. Esta temática torna-se o cerne da sua lição inaugural, na Faculdade de Teologia da Universidade de Marburgo, A História do Conceito de Tempo.

#### Edmund Husserl
Nos escritos de Husserl, na formulação conhecida até 1920, Heidegger podia encontrar já uma novidade radical relativamente ao Neokantismo. Este privilegiava a ciência e aspirava para a Filosofia uma linguagem igualmente rígida e estrita. Para Husserl, o ato de cognição resolvia-se na intuição eidética (Anschauung). O ato cognitivo não podia assim ser limitado ao conhecimento científico, pois trata-se dum encontrar as coisas.
O ir às coisas elas mesmas husserliano ficou conhecido para sempre: trata-se dum encontro com as coisas em carne e osso. Esta concepção já não entende o fenómeno em oposição à coisa em si ou ao númeno, mas como "manifestação positiva" da própria essência da coisa, por assim dizer (veja-se a este respeito H. G. Gadamer, Die phänomenologische Bewegung em Philosophisce Rundschau 1963, pp. 19–20). Esta posição saía da matriz neokantiana e dos limites do transcendentalismo.
Heidegger encontra na fenomenologia, na forma que tinha à época, nas obras de Husserl até então publicadas, um mundo em pleno desenvolvimento. Husserl afirmava que "a Fenomenologia somos eu e Heidegger".
A Fenomenologia recebe assim influência de Heidegger que lhe inculca alguns dos seus problemas e temas centrais, tais como a Lebenswelt. A influência é, portanto, mútua. Nesta altura Heidegger recebe também vigorosas influências provenientes da segunda edição de Kierkegaard e de Dostoievski, ao mesmo tempo que vê surgir o interesse por Hegel e Schelling por todo o meio académico alemão. As poesias de Rilke e de Trakl são outras fontes de inspiração. Nietzsche, influência e preocupação maior dos anos que vão de 1935 a 1943, está ainda, entre 1910 e 1916, longe do seu pensamento.
A esta altura Heidegger encontra-se principalmente ocupado com a interpretação de Dilthey e Kierkegaard.

#### Dilthey
Dilthey ocupará um lugar central em Ser e Tempo. Sua importância reside em mostrar que a historicidade só se pode fundamentar se fundada numa recolocação do problema do ser. Em permanente diálogo com Duns Escoto começam-se a delinear em Heidegger as linhas mestras que haveriam de produzir Ser e Tempo: o problema da historicidade é um problema da filosofia da vida. São precisamente os fenómenos da historicidade e da vida que instam à recolocação do problema do ser.
Assim instala-se essa preocupação fundamental com a dinâmica existencial. É nesta perspectiva que Kierkegaard adquire uma relevância importante.

#### Kierkegaard
Para Heidegger, para os heideggereanos e, de facto, para a maior parte dos existencialistas, Kierkegaard é um pensador que enunciou explicitamente o problema da existência. Contudo, Heidegger considera que a colocação do problema não remanesceu existencialmente, mas que, pelo contrário, permaneceu geralmente a um nível existencial ou ôntico.
A formação do pensamento que levaria ao Ser e Tempo encontraria ainda contributos de Paulo de Tarso, de Lutero e de Calvino. No semestre de Inverno do ano escolar de 1919-1920, Heidegger profere uma dissertação em jeito de discurso sobre os Fundamentos da mística medieval e, no ano seguinte, um de Introdução à fenomenologia da religião.
No semestre de verão de 1921 surge um discurso intitulado S. Agostinho e o neoplatonismo. Isto numa época em que as suas preocupações estão centradas na problemática da temporalidade com o estudo de Kierkegaard a fornecer-lhe novos horizontes, e Heidegger traçava novos planos teóricos rasgando com o esquema da ontologia clássica que o próprio Kierkegaard havia deixado intacto, bem como com a estrutura metafísica helénica preservada pelo neoplatonismo e adaptada por Agostinho de Hipona.

## Críticas
Pensadores marxistas influenciados por Hegel, especialmente György Lukács e a Escola de Frankfurt, associaram o estilo e teor do pensamento de Heidegger ao irracionalismo alemão, tal como compreendido por eles, e criticaram suas implicações políticas.
Positivistas lógicos como Rudolf Carnap e A. J. Ayer apontaram a palestra “O Que é Metafísica” de Heidegger como um exemplo particularmente terrível do que a metafísica alemã tem de pior. Em seu Philosophy in the Twentieth Century (A Filosofia no Século XX - 1982), Ayer acusa Heidegger de "ignorância surpreendente" ou "distorção inescrupulosa" em relação à etimologia grega do termo "metafísica" e de exibir "o que pode razoavelmente ser descrito como charlatanismo".
Bertrand Russell considerou Heidegger obscurantista, escrevendo:
Altamente excêntrico em sua terminologia, sua filosofia é extremamente obscura. Não se pode deixar de suspeitar de que a linguagem aqui está descontrolada. Um ponto interessante em suas especulações é a insistência de que o nada é algo positivo. Como com quase todo o resto do existencialismo, trata-se de uma observação psicológica que se faz passar por lógica.
Esta citação expressa os sentimentos de muitos filósofos analíticos do século XX em relação a Heidegger.
Roger Scruton afirmou:  "Sua obra principal Ser e Tempo é extremamente difícil — a não ser que seja puro absurdo, e neste caso é risivelmente fácil. Não sei ao certo como julgá-la, e não li nenhum comentarista que consiga dar sentido a ela".
Heidegger também com frequência foi condenado, tanto como homem quanto como pensador, por seu breve mas entusiástico apoio aos nazistas. Isso foi simbolizado por sua aceitação do cargo de reitor da Universidade de Friburgo em 1933, onde se mostrou um defensor apaixonado da subordinação da universidade ao novo regime nazista. Embora tenha renunciado ao cargo de reitor após apenas um ano e se tornado cada vez mais crítico ao rumo tomado pelo Partido Nazista, ele nunca se desculpou por seu apoio ao nacional-socialismo, nem admitiu culpa por tê-lo dado, durante os trinta e um anos que viveu depois de 1945.
O filósofo grego Panagiotis Kondylis escreveu em seu artigo sobre Ser e Tempo: “Eu considero Ser e Tempo um dos livros mais superestimados do século. Para ser preciso, encaro-o como uma coleção de platitudes expressas em linguagem pretensiosa e obscura.”

## Legado
O impacto de Heidegger em toda história do pensamento foi amplo e profundo. Dentre os pensadores influenciados pelo alemão, podemos destacar Henry Corbin, Giorgio Agamben, Simone de Beauvoir, Maurice Blanchot, Hubert Dreyfus, Michel Foucault, Jürgen Habermas, Karl Jaspers, Hans Jonas, Karl Löwith, Gabriel Marcel, Herbert Marcuse, Jean-Luc Marion, Quentin Meillassoux, Maurice Merleau-Ponty, Jean-Luc Nancy, Jan Patočka, Karl Rahner, Richard Rorty, Jean-Paul Sartre, Peter Sloterdijk, Leo Strauss, Xavier Zubiri, Lorenz Bruno Puntel e Eugen Fink, dentre outros.
Ainda, mais especificamente:
Hans-Georg Gadamer, aluno de Heidegger, adotou a abordagem hermenêutica de Heidegger. No entanto, o próprio Heidegger apontou a diferença: "Filosofia hermenêutica, infelizmente, isso é assunto de Gadamer". (Citado em: Gadamer-Lesebuch, Tübingen 1997, p. 281) Gadamer fundou a hermenêutica moderna com sua obra principal publicada em 1960 “Verdade e Método”, na qual ele enfatizou principalmente o papel da arte na descoberta da verdade ontológica.
Em seus primeiros escritos (“O conceito de amor em Agostinho”), Hannah Arendt foi fortemente influenciada por Heidegger. Após romper com Heidegger em 1933, ela se distanciou dele. Em seu ensaio de 1946 O que é filosofia existencial? (1948), ela criticou a filosofia de Heidegger pela falta de um sujeito que pudesse assumir responsabilidade moral no nível político. Após essa renúncia, no entanto, Arendt aproximou-se novamente de Heidegger com sua obra filosófica tardia "Vita ativa ou Sobre a vida ativa": o livro, segundo Arendt em uma carta particular a Heidegger, ela devia a ele "em todos os aspectos, praticamente tudo".
Com sua desconstrução, Derrida seguiu o programa de Heidegger de destruir a metafísica, ao mesmo tempo em que queria usar o termo para se distanciar de Heidegger. Ele acusou Heidegger de permanecer no pensamento metafísico-categorizador, dividindo-o “dentro da metafísica” e “fora da metafísica”.
Emmanuel Levinas veio a Friburgo em 1928/29 para ouvir Husserl, onde também descobriu Heidegger. Em Heidegger ele encontrou “o filósofo mais importante do século 20”. No entanto, Levinas começou a ler Heidegger criticamente desde cedo. Acima de tudo, criticou o modo de pensar ancorado na tradição europeia de colocar o geral acima do individual, estar acima do que é. Em vez disso, ele tentou encontrar um "caminho do ser para os seres". Ele não compartilhava da crítica de Heidegger à tecnologia, mas via a tecnologia como um instrumento de libertação.

### Estudiosos lusófonos da obra de Heidegger
Os primeiros autores dedicados à obra de Heidegger poderiam ser divididos em 4 grupos:
1. O primeiro, de Eudoro de Souza e seus alunos da Universidade de Brasília, que propunham uma reinterpretação da filosofia grega a partir de Heidegger.[23]
2. O segundo, dedicado à ontologia, formado pelo grupo do filósofo Vicente Ferreira da Silva.[25][26]
3. O terceiro, de Emmanuel Carneiro Leão dedicado à hermenêutica.[23]
4. O quarto, dedicado à uma elaboração da ontologia da finitude, formado por Ernildo Stein e Gerd Bornheim.[23]

Outro pioneiro nos estudos de Heidegger no país foi Benedito Nunes. Destacam-se ainda entre os pioneiros e importantes estudiosos brasileiros, António Caeiro e Željko Loparić.

### O pensamento de Heidegger e a psicoterapia
Em 1947, Heidegger respondeu pessoalmente a uma carta enviada pelo psiquiatra suíço Medard Boss pedindo esclarecimentos sobre suas ideias filosóficas.
Iniciaram um processo de troca de correspondência e visitas que se prolongou por doze anos e frutificou na iniciativa de Boss em promover a realização de uma série de encontros com a participação aberta para alunos e colegas psiquiatras, os Seminários de Zollikon, realizados entre 1959 e 1969.
Considerados fundamentais para a concepção e conceituação da Daseinsanalyse, nestes seminários discutiram as possibilidades de integração da ontologia e da fenomenologia de Heidegger à teoria e à práxis da medicina, psicologia, psiquiatria e psicoterapia. Os protocolos destes seminários e as correspondências trocadas por Heidegger e Boss foram publicados na Alemanha em 1987. Heidegger também contribuiu e participou da edição da obra de Boss "Existential Foundations of Medicine and Psychology", publicada em 1979.

## Obra
- Novas Indagações sobre Lógica (1912);
- O Problema da Realidade na Filosofia Moderna (1912);
- A Doutrina do Juízo no Psicologismo (1914);
- A Doutrina das Categorias e da Significação em Duns Scoto (1916);
- O Conceito de Tempo na Ciência da História (1916);
- Ser e Tempo (1927);
- Que é Metafísica? (1929);
- Da Essência do Fundamento (1929);
- Kant e o Problema da Metafísica (1929);
- Hölderlin e a Essência da Poesia (1936);
- A Doutrina de Platão sobre a Verdade (1942);
- Da Essência da Verdade (1943);
- A Carta sobre o Humanismo (1949);
- Caminhos Interrompidos ou Caminhos de Floresta (1950);
- A Origem da Obra de Arte (1950);
- Introdução à Metafísica (1953);
- Da Experiência de Pensar (1954);
- O Que é Isto, a Filosofia? (1956);
- Da Pergunta sobre o Ser (1956);
- O Princípio da Razão (1956);
- Identidade e Diferença (1957);
- A Caminho da Linguagem (1959);
- Língua e Pátria (1960);
- Nietzsche (1961);
- A Pergunta sobre a Coisa (1962);
- Tese de Kant sobre o Ser (1962);
- Marcas do Caminho (1967);
- Sobre o Assunto Pensamento (1969);
- Fenomenologia e Teologia (1970);
- Heráclito (1970);
- Parmênides (1982);

## Documentos

#### Obras importantes
- 1912–1916: Frühe Schriften. Klostermann, Frankfurt am Main 1972, ISBN 3-465-00881-2.
- 1921/1922: Phänomenologische Interpretationen zu Aristoteles. Einführung in die phänomenologische Forschung. 2. durchges. Auflage. Klostermann, Frankfurt am Main 1994, ISBN 3-465-02650-0.
- 1927: Die Grundprobleme der Phänomenologie. Klostermann, Frankfurt am Main 2005, ISBN 3-465-03419-8.
- 1927: Sein und Zeit. Tübingen. 19. Auflage. Niemeyer, Tübingen 2006, ISBN 3-484-70153-6.
- 1929/1930: Die Grundbegriffe der Metaphysik. Welt – Endlichkeit – Einsamkeit. 3. Auflage. Klostermann, Frankfurt am Main 2004 (= Heidegger Gesamtausgabe. Band 29/30), ISBN 3-465-03310-8.
- 1929: Kant und das Problem der Metaphysik. 6. Auflage. Klostermann, Frankfurt am Main 1998, ISBN 3-465-02982-8.
- 1934–1935: Hegel, Rechtsphilosophie. Gesamtausgabe Band 86. Klostermann, Frankfurt am Main 2011, ISBN 978-3-465-03682-1.
- 1936–1968: Erläuterungen zu Hölderlins Dichtung. 6. erw. Auflage. Klostermann, Frankfurt am Main 1996, ISBN 3-465-02907-0.
- 1935–1946: Holzwege. 8. Auflage. Klostermann, Frankfurt am Main 2003, ISBN 3-465-03238-1.
- 1935/1936: Der Ursprung des Kunstwerkes. (= UB 8446). Reclam, Ditzingen 1986, ISBN 3-15-008446-6.
- 1936–1946: Nietzsche I und II. 8. Auflage. Klett-Cotta, Stuttgart 2008, ISBN 978-3-608-91086-5.
- 1936–1953: Vorträge und Aufsätze. 10. Auflage. Klett-Cotta, Stuttgart 2004, ISBN 3-608-91090-5.
- 1936–1938: Beiträge zur Philosophie (Vom Ereignis). 3. Auflage. Klostermann, Frankfurt am Main 2003, ISBN 3-465-03281-0.
- 1938/1939: Besinnung. Klostermann, Frankfurt am Main 1997, ISBN 3-465-02955-0.
- 1951–1952: Was heißt Denken? (= UB 8805). Reclam, Ditzingen 1992, ISBN 3-15-008805-4.
- 1953: Die Technik und die Kehre. Klett-Cotta, Stuttgart 2002, ISBN 3-608-91050-6.
- 1919–1961: Wegmarken. Klostermann, Frankfurt am Main 2004, ISBN 3-465-03370-1.
- 1955–1956: Der Satz vom Grund. 9. Auflage. Klett-Cotta, Stuttgart 2006, ISBN 3-608-91076-X.
- 1955–1957: Identität und Differenz. 12. Auflage. Klett-Cotta, Stuttgart 2002, ISBN 3-608-91045-X.
- 1950–1959: Unterwegs zur Sprache. 14. Auflage. Klett-Cotta, Stuttgart 2007, ISBN 978-3-608-91085-8.
- 1959: Gelassenheit. 14. Auflage. Klett-Cotta, Stuttgart 2008, ISBN 978-3-608-91059-9.
- 1910–1976: Aus der Erfahrung des Denkens. 2. durchges. Auflage. Klostermann, Frankfurt am Main 2002, ISBN 3-465-03201-2.
- 1910–1976: Reden und andere Zeugnisse eines Lebensweges. Klostermann, Frankfurt am Main 2000, ISBN 3-465-03040-0 (contém a entrevista “Spiegel” de 1976: Apenas mais um Deus pode nos salvar).

#### Diversos
- Günter Figal (Hrsg.): Heidegger Lesebuch. Klostermann, Frankfurt am Main 2007, ISBN 978-3-465-04011-8.
- Richard Wisser (Hrsg.): Martin Heidegger im Gespräch. Karl Alber, Freiburg i. Br. / München 1970, ISBN 3-495-47188-X.
- Frithjof Rodi (Hrsg.): Martin Heidegger, Wilhelm Diltheys Forschungsarbeit und der gegenwärtige Kampf um eine historische Weltanschauung. Zehn Vorträge, gehalten in Kassel vom 16. bis 21. Abr. 1925. Maschinenschriftliche Abschrift von Herbert Marcuse nach einer Nachschrift von Walter Bröcker. Dilthey-Jahrbuch für Philosophie und Geschichte der Geisteswissenschaften. Volume 8 / 1992–1993, ISBN 3-525-30362-9, S. 143–177.
- Digne Meller Marcovicz: Martin Heidegger. Photos 23. September 1966 / 17. + 18. Juni 1968. Fey Verlag, Stuttgart 1978, ISBN 3-88361-102-6.

#### Correspondência
- Martin Heidegger Briefausgabe. editado por Alfred pensador. Cerca de 20 volumes de correspondência científica, cerca de 10 volumes de correspondência "privada" e cerca de 5 volumes de correspondência "institucional". Alber, Freiburg 2010 ff.
- Martin Heidegger, Kurt Bauch: Briefwechsel. 1932–1975. Martin Heidegger Briefausgabe Abt. II, Vol. 1. Editado e comentado por Almuth Heidegger. Alber, Freiburg 2010, ISBN 978-3-495-48409-8.
- Martin Heidegger, Elisabeth Blochmann: Briefwechsel: 1918–1969. Editado por J. W. Storck. 2. durchges. Auflage. Deutsche Schillergesellschaft, Marbach am Neckar 1990, ISBN 3-933679-07-9.
- Drei Briefe Martin Heideggers an Karl Löwith. D. Papenfuss, O. Pöggeler (Hrsg.): Zur philosophischen Aktualität Heideggers. Volume 2: Im Gespräch der Zeit. Klostermann, Frankfurt am Main 1990, S. 27–39.
- Auszug aus dem unveröffentlichten Briefwechsel zwischen Martin Heidegger und Otto Pöggeler. editado por K. Busch e Chr. Jamme, traduzidos para o romeno por G. Cercel, introdução por O. Pöggeler (alemão/romeno). Studia Phænomenologica. I (2001) 3–4, ISSN 1582-5647, S. 11–35.
- Martin Heidegger, Heinrich Rickert: Briefe 1912 bis 1933 und andere Dokumente. Editado por A. Denker. Klostermann, Frankfurt am Main 2001, ISBN 3-465-03148-2.
- Oskar Becker: Vier Briefe an Martin Heidegger. Hrsg. von Bernd Peter Aust. Jürgen Mittelstraß, Annemarie Gethmann-Siefert (Hrsg.): Die Philosophie und die Wissenschaften. Zum Werk Oskar Beckers. Fink, München 2002, ISBN 3-7705-3659-2, S. 249–256.
- Briefe von und an Martin Heidegger und andere Dokumente. Heidegger-Jahrbuch. 1, 2004, ISBN 3-495-45701-1, S. 26–78.
- Ausgewählte Briefe Martin Heideggers an Hans-Georg Gadamer. Martin-Heidegger-Gesellschaft, Messkirch 2006.
- Alexandru Dragomir – Martin Heidegger: Letters. 1947. Studia Phænomenologica. IV (2004) 3–4, ISBN 973-50-0979-X, S. 113–118.
- Hannah Arendt, Martin Heidegger: Briefe 1925 bis 1975 und andere Zeugnisse. Hrsg. von Ursula Ludz. Klostermann, Frankfurt am Main 1998; Nova edição 2002, ISBN 3-465-03206-3.
- Martin Heidegger, Karl Jaspers: Briefwechsel 1920–1963. Editado por Walter Biemel u. Hans Saner. Klostermann, Frankfurt am Main 1990, ISBN 3-465-02218-1.
- Rudolf Bultmann, Martin Heidegger: Briefwechsel 1925 bis 1975. Editado por Andreas Großmann u. Christof Landmesser. Klostermann, Frankfurt am Main 2009, ISBN 978-3-465-03602-9.
- Martin Heidegger: Briefe an Sophie Dorothee Podewils. Sinn und Form. Heft 1/2006, S. 43–59.
- Martin Heidegger und die Anfänge der „Deutschen Vierteljahrsschrift für Literaturwissenschaft und Geistesgeschichte“. Eine Dokumentation. 1922–1941. Hrsg. von J. W. Storck und Th. Kisiel. Heideggers Korrespondenz mit Erich Rothacker, Paul Kluckkohn und Karl Löwith. Dilthey-Jahrbuch für Philosophie und Geschichte der Geisteswissenschaften. Band 8, 1992–1993, ISBN 3-525-30362-9, S. 181–225.
- Martin Heidegger: Briefe an Max Müller und andere Dokumente. Editado por Holger Zaborowski e Anton Bösl. Karl Alber, Freiburg 2003, ISBN 3-495-48070-6. (Notiz Information Philosophie.)
- Martin Heidegger, Bernhard Welte: Briefe und Begegnungen. Com prefácio de Bernhard Casper. Editado por Alfred Denker e Holger Zaborowski. Klett-Cotta, Stuttgart 2003, ISBN 3-608-91077-8.
- Gertrud Heidegger: „Mein liebes Seelchen!“ Briefe Martin Heideggers an seine Frau Elfriede. 1915–1970. DVA, München 2005, ISBN 3-421-05849-0
- Walter Homolka, Arnulf Heidegger (Hrsg.): Heidegger und der Antisemitismus. Positionen im Widerstreit. Mit Briefen von Martin und Fritz Heidegger. Herder Verlag, Freiburg 2016, ISBN 978-3-451-37529-3[29]
- Martin Heidegger/ Karl Löwith: Briefwechsel 1919–1973. Heidegger-Briefausgabe, Vol. II.2, hrsg. von Alfred Denker, Verlag Karl Alber, Freiburg 2017. ISBN 978-3-495-48628-3.

#### Estudos das obras
- Por instigação de Martin Heideggers Friedrich-Wilhelm von Herrmann foi nomeado o principal editor acadêmico da edição completa, que começou em 1975 e ainda é Verlag Vittorio Klostermann até hoje.[30]
- A edição anual da Martin-Heidegger-Gesellschaft contém escritos de e sobre Martin Heidegger que ainda não foram publicados.
- Phänomenologische Interpretationen zu Aristoteles (Anzeige der hermeneutischen Situation). Abhandlung von 1922, entstanden für die Berufung auf den Marburger Lehrstuhl. Hrsg. von Hans-Ulrich Lessing. Dilthey-Jahrbuch für Philosophie und Geschichte der Geisteswissenschaften. Band 6, 1989, ISBN 3-525-30360-2, S. 235–274. Na indicação da situação hermenêutica está o próprio núcleo do ser e do tempo.